# Concha Murguia Egaña
Concha Murgia Egaña, bautizada como María Concepción Juliana Sebastiana Murgia Egaña, (Oyarzun, Guipúzcoa, 29 de enero de 1806 - Santiago de Compostela, La Coruña, 13 de julio de 1854) fue una amante del País Vasco y una apasionada defensora de la cultura y tradición gallega. Madre del primer historiador del nacionalismo gallego Manuel M. Murguía y suegra de la poetisa y novelista Rosalía de Castro. Como ciudadana distinguida en el año 2000, recibe cada año el homenaje del pueblo de Oyarzun, por parte del municipio y el Fato Cultural Galego Daniel Castelao.

## Biografía
Concha Murgia Egaña nació en Oyarzun donde hoy se encuentra el centro cultural. Xosé Estévez, catedrático de Historia, estudió en profundidad su vida del que recibimos la mayor parte de la información que hoy conocemos. Su madre fue María Felipa Egaña Lizaso cuya ascendencia, Domingo de Egaña o Bernardo Antonio de Egaña, ocupó cargos importantes en Guipúzcoa. Su padre fue el irundano Domingo Murgia Azconabieta, que obtuvo la plaza de organista de la iglesia de San Esteban de Oyarzun en 1797. Así consta en el documento conservado en el archivo municipal y firmado por los ciudadanos fijosdalgos. Junto a la plaza, le cedieron vivienda y una huerta, en cuyo primer piso se encontraba el entonces Hospital de Peregrinos. Los Murgia y Egañas fueron familias importantes en el territorio, los primeros fueron los señores de Astigarraga y Ergobia y tenían muchas propiedades en aquella zona, estos últimos, los procedentes de Cestona y Aizarnazábal, ocuparon puestos importantes, como la secretaría de Guipúzcoa.

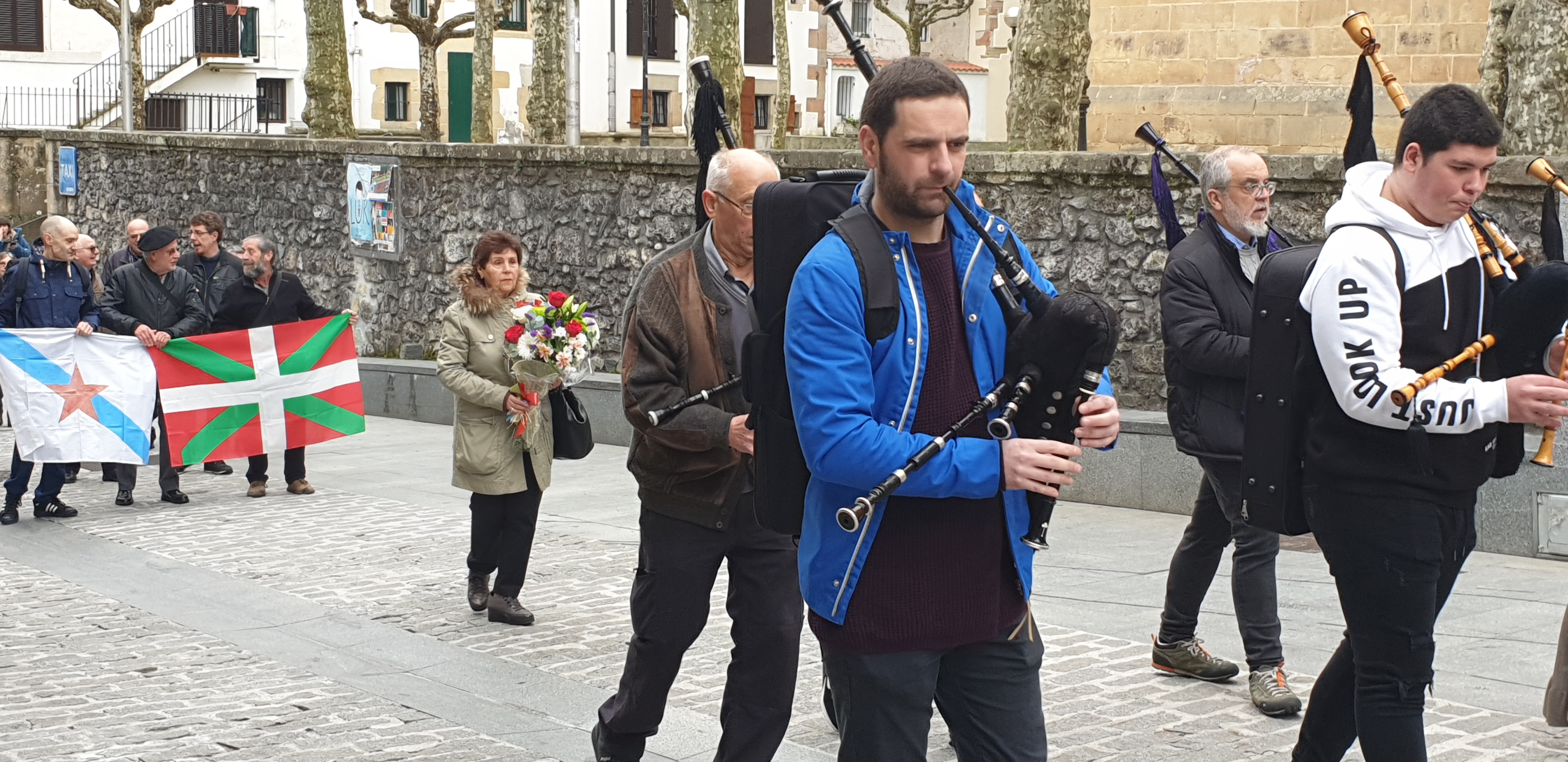
Homenaje 2020 en Oyarzun

Cuando Concha Murgia tenía nueve años se trasladó a Tolosa, donde el 1 de enero de 1815 su padre consiguió el puesto de organista de la iglesia de Santa María un puesto de mayor prestigio y mayor salario económico. Sus vidas transcurrieron pacíficamente hasta que, en 1823 y a raíz de la restauración del absolutismo, huyeron a Galicia, junto con muchos liberales guipuzcoanos.Así llegó a Galicia con 17 años, donde permaneció, incluso después de que su padre regresara a Tolosa. Se casó con el farmacéutico gallego José Martínez y se instalaron en O Froxel en San Tirso de Oseiro, Arteijo. En ese lugar nació el hijo mayor Manuel, en palabras de Xosé Estévez, escritor prolífico, y que fue figura clave del Rexurdimento. También tuvieron otro hijo, médico, que murió joven de una enfermedad tropical. Fue su lengua y su amor por la tierra lo que transmitió a su hijo mayor. Sin embargo, no se sabe si le enseñó su lengua materna, pues su hijo Manuel no escribió ni una sola palabra en euskera en toda su obra  aunque lo que sí está claro es que le traspasó el amor por sus raíces y la transmisión de valores fue obra suya. .Concha Murguía fue una apasionada defensora de la cultura y tradición gallegas.
" Supo amar una nueva cultura, sin olvidar la suya, y enseñó a su hijo esa misma generosidad, y, por supuesto, el respeto y la responsabilidad necesarios para formar parte de esta nueva cultura "  
No pudo presenciar el florecimiento y éxito literario de su hijo, puesto que murió en 1854, a la edad de 48 años, de una lesión cardíaca. Falleció en soledad y sin posibilidad de recibir ningún sacramento, el 13 de julio de 1854, en el número 13 de la Rúa das Hortas, cerca de la Catedral de Santiago de Compostela. Estévez cree que Concha Murgia pudo no haber conocido a la que fue su esposa, ya que su hijo y Rosalía se casaron en Madrid en 1858.

### Manuel Murgia y Rosalía de Castro
En palabras de Xosé Estévez  su hijo mayor Manuel Martínez Murguía,  fue uno de los más grandes del renacimiento gallego. Excelente polígrafo, historiador, novelista, etnógrafo, primer teórico del nacionalismo gallego y primer presidente de la Academia Gallega desde su fundación hasta su muerte en 1923. Un proyecto importante en la vida de Manuel Murguía fue la creación de la Historia de Galicia, que está contenida en cinco libros. Firmó con el apellido de su madre y como dijo en uno de sus escritos titulado Los precursores, empezó a amar la patria gallega, al ver que su madre amaba su querida y lejana patria vasca (" Tierra donde no hay miedo y no se dicen mentiras").
En 1858 se casó con la famosa poeta Rosalía de Castro,  una de las más grandes del Rexurdimento, junto con Manuel Curros Enríquez  y Eduardo Pondal. Manuel Murguía apreció mucho el trabajo de Rosalía de Castro y le apoyó en su carrera literaria. Manuel Murguía, el 17 de mayo de 1863, fue el impulsor de la publicación de los llamados Cantares Gallegos, libro clave del renacimiento cultural de Galicia.Tuvieron siete hijos; el último nació muerto, y el anterior murió al año de edad, a consecuencia de una caída.
Manuel Murgia murió el 2 de febrero de 1923 a los 90 años en La Coruña. Está enterrado con su hijo Ovidio y su hija Amara. Y Rosalía, el 15 de julio de 1885, con 48 años, enferma de cáncer de útero, en la localidad coruñesa de Padrón.

## Premios y reconocimientos
- En Oyarzun, desde el 11 de noviembre de 2000, Concha Murgia es homenajeada cada año en torno a la fecha de su nacimiento. El principal impulsor del homenaje fue el historiador Xosé Estévez, natural de la localidad lucense de Quiroga y profesor de la Universidad del País Vasco en Deusto, afincado en Oyarzun. Por iniciativa suya, se colocó una placa conmemorativa en la casa natal de Concha, donde hoy se encuentra el Centro Cultural. El texto en euskera y gallego dice lo siguiente: "En esta casa nació Contxa Murgia Egaña (1806-1854), madre de Manuel Martínez Murgia, pionero del patriotismo gallego" /Etxe honetan jaio zen Kontxa Murgia Egaña (1806-1854) Galiziako abertzaletasunaren aitzindaria izango zen Manuel Martinez Murgiaren ama"/ "Nesta casa naceu Concha Murgia Egaña, nai de Manuel Martínez Murgia, berce do nazonalismo galego"En la cita de 2023, el centenario de la muerte de Manuel Murgia ha tenido una presencia especial. Xosé Estévez pronunció un discurso titulado “Al marido de Rosalía de Castro” como inicio del acto del 27 de enero de 2023.[15]

- El ayuntamiento de Oyarzun y Daniel Castelao Fato Kulturala de Pasajes organizan conjuntamente los mencionados homenajes.[9][16]

- Un grupo de menores de los campamentos de verano de 2018 tomaron su nombre.[17]

## Correcciones a varios errores publicados.
- Muchos historiadores gallegos y el propio certificado de defunción sitúan erróneamente el lugar de nacimiento de Concha Murgia en Tolosa en lugar de Oyarzun.
- Concha tuvo dos hijos y no tres, como se describe en algunos lugares.
- En las fechas de nacimiento, 3 de febrero de 1806 está mal.